# کونیامبه‌به

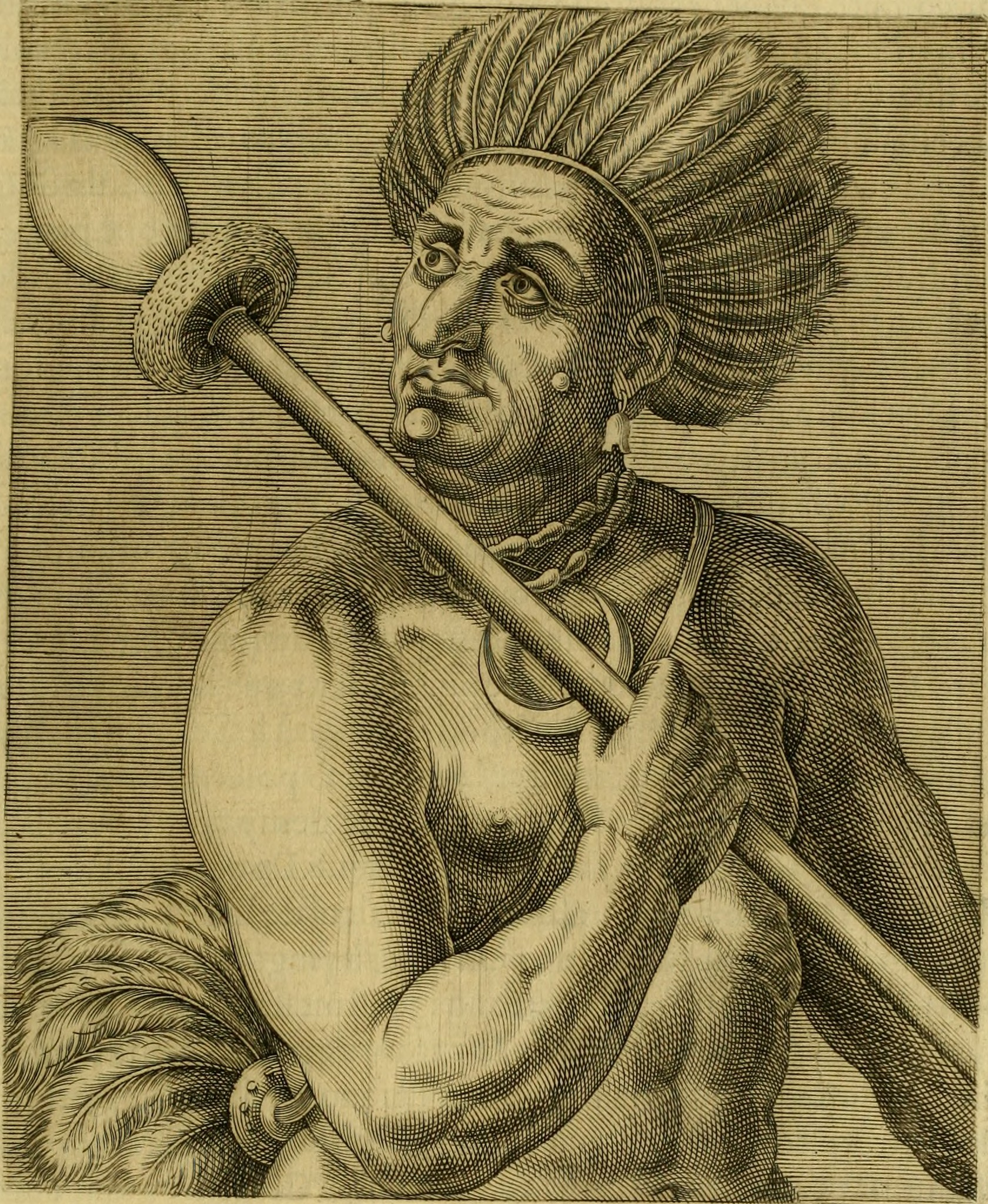
نگارهٔ کونیامبه‌به که به دست آندره دو توهٔ فرانسوی کشیده شده‌است.

کونیامبه‌به فرمانده قبیلهٔ سرخ‌پوست توپینامبا بود که زمانی میان ریو دو ژانیرو و سائو پائولوی کنونی فرمانروایی داشتند. او همچنین فرماندهٔ برگزیدهٔ قبیله‌های متحدی بود که با مستعمره‌های پرتغالی در آمریکای جنوبی می‌جنگیدند. این درگیری‌ها تا ۱۵۶۷ -که به آشتی انجامید- پایدار بود.
نوشته‌های کسانی که آن زد و خوردها را از نزدیک دیدهی‌اند سرخ‌پوستان و خود کونیامبه‌به را متهم به آدمی‌خواری می‌کنند. 
آشتی میان کونیامبه‌به با پرتغالی‌ها با ازخودگذشتگی دو کشیش پرتغالی به نام‌های مانوئل دا نوبرگا و ژوزه د آنشیتا- که این دومی زبان توپی را که زبان آن بومیان بود را به خوبی می‌دانست- انجام پذیرفت. این دو خود را به کونیامبه‌به رساندند و درخواست آشتی کردند. البته درآینده هنگامی که پرتغالی‌ها فرانسویان درگیر شدند باز هم مردان کونیامبه‌به که فرانسوی‌ها را به پرتغالی‌ها ترجیح می‌دادند به جنگ با ایشان پرداختند.
کونیامبه‌به در پایان سدهٔ شانزدهم میلادی به بیماری طاعون مرد.